# Спортивная гимнастика на летних Олимпийских играх 1960 — опорный прыжок (женщины)
Результаты женских соревнований по спортивной гимнастике на летних Олимпийских играх 1960 года в Риме в опорном прыжке. 

## Программа
| Дата            | Название     | Упражнения              |
| --------------- | ------------ | ----------------------- |
| 6 сентября 1960 | Квалификация | Обязательные упражнения |
| 8 сентября 1960 | Квалификация | Произвольные упражнения |
| 9 сентября 1960 | Финал        | Лучшие 6 участниц       |

## Результаты

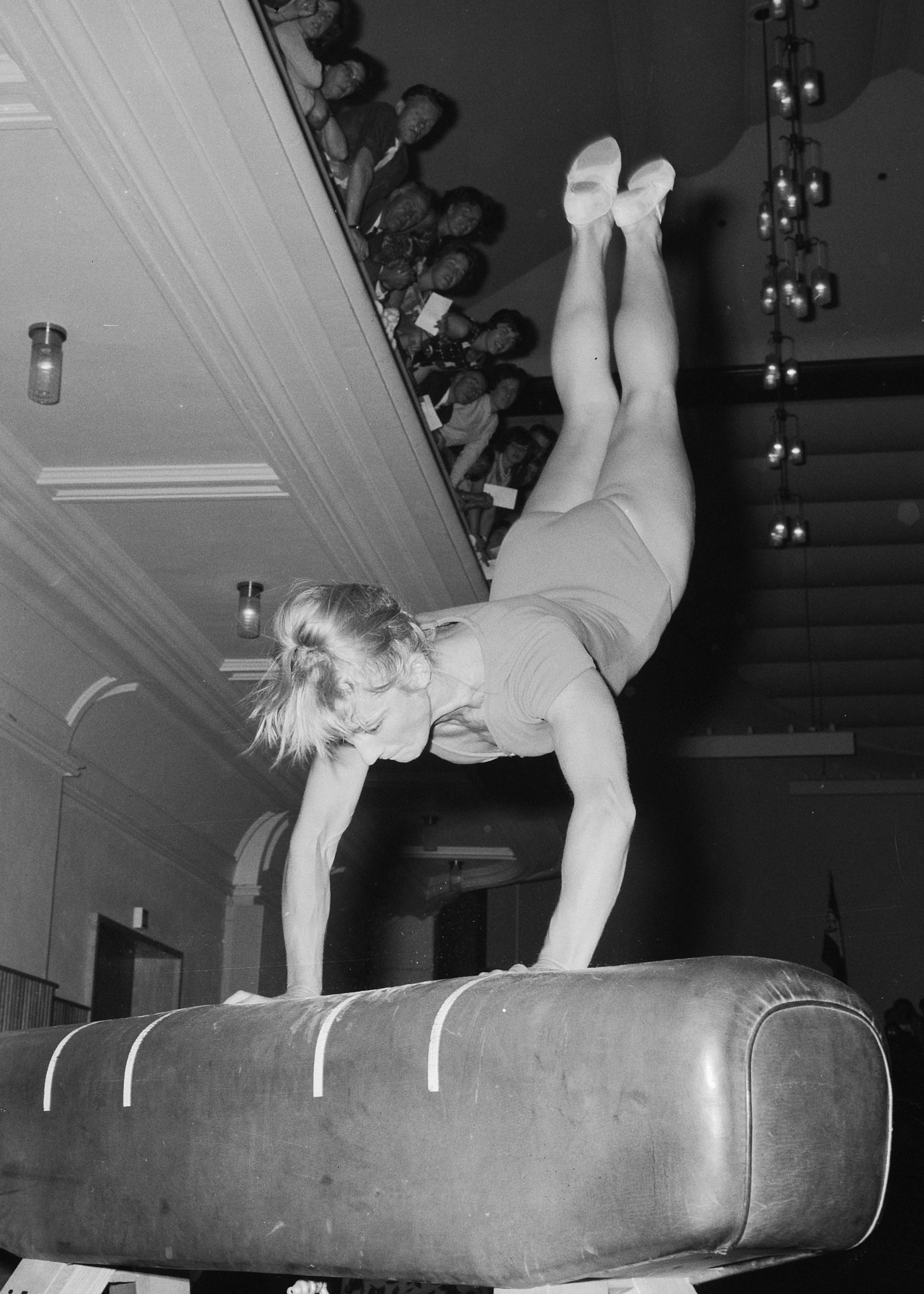
Выступление Сони Иован-Инован

### Квалификация
В соревнованиях на Олимпийских играх 1960 года в Риме в опорном прыжке принимали участие сто двадцать четыре гимнастки. По результатам соревнования шесть из них вышли в финал.

### Финал
| Место | Гимнастка                             | C & V/2 | Финал | Сумма  |
| ----- | ------------------------------------- | ------- | ----- | ------ |
|       | Николаева Маргарита Николаевна (СССР) | 9.550   | 9.766 | 19.316 |
|       | Муратова Софья Ивановна (СССР)        | 9.516   | 9.533 | 19.049 |
|       | Латынина Лариса Семёновна (СССР)      | 9.483   | 9.533 | 19.016 |
| 4     | Адольфина Ткачикова (Чехословакия)    | 9.383   | 9.400 | 18.783 |
| 5     | Иован-Инован Сония (Румыния)          | 9.366   | 9.400 | 18.766 |
| 6     | Астахова Полина Григорьевна (СССР)    | 9.383   | 9.333 | 18.716 |